# Stephen Schumann
Stephen Schumann (ur. 14 marca 2000) – amerykański kombinator norweski.

## Przebieg kariery
Po raz pierwszy na arenie międzynarodowej pojawił się 11 grudnia 2015 roku w Soldier Hollow & UOP, gdzie w zawodach Pucharu Kontynentalnego zajął 25. miejsce.
W Pucharze Świata zadebiutował 11 marca 2017 roku w norweskim Oslo zajmując 49. miejsce w Gundersenie. Pierwsze pucharowe punkty zdobył 27 stycznia 2023 roku w austriackim Seefeld, gdzie był dwudziesty ósmy w Gundersenie.
W lutym 2022 roku wziął udział w igrzyskach w Pekinie, gdzie zajął 25. miejsce na normalnej skoczni.
W 2023 roku podczas mistrzostw świata w Planicy, zajął ósme miejsce w sztafecie, 36. miejsce na skoczni normalnej oraz 39. miejsce na dużej.

## Osiągnięcia

### Igrzyska olimpijskie
| Miejsce | Dzień    | Rok  | Miejscowość | Konkurencja           | Wynik zwycięzcy | Strata  | Zwycięzca      |
| ------- | -------- | ---- | ----------- | --------------------- | --------------- | ------- | -------------- |
| 25.     | 9 lutego | 2022 | Zhangjiakou | Gundersen HS106/10 km | 25:07,7         | +2:44,7 | Vinzenz Geiger |

### Mistrzostwa świata
| Miejsce | Dzień     | Rok  | Miejscowość | Konkurencja           | Wynik zwycięzcy | Strata  | Zwycięzca          |
| ------- | --------- | ---- | ----------- | --------------------- | --------------- | ------- | ------------------ |
| 36.     | 25 lutego | 2023 | Planica     | Gundersen HS102/10 km | 24:36,3         | +4:10,9 | Jarl Magnus Riiber |
| 8.      | 1 marca   | 2023 | Planica     | Sztafeta HS138/4x5 km | 47:20,4         | +4:03,2 | Norwegia           |
| 39.     | 4 marca   | 2023 | Planica     | Gundersen HS138/10 km | 23:42,6         | +6:57,1 | Jarl Magnus Riiber |
| 31.     | 1 marca   | 2025 | Trondheim   | Kompakt HS102/7,5 km  | 17:13,4         | +1:53,3 | Jarl Magnus Riiber |
| 8.      | 7 marca   | 2025 | Trondheim   | Sztafeta HS138/4x5 km | 50:37,7         | +6:57,6 | Niemcy             |
| 33.     | 8 marca   | 2025 | Trondheim   | Gundersen HS138/10 km | 24:57,5         | +5:34,5 | Jarl Magnus Riiber |

### Mistrzostwa świata juniorów
| Miejsce | Dzień       | Rok  | Miejscowość | Konkurencja           | Wynik zwycięzcy | Strata  | Zwycięzca             |
| ------- | ----------- | ---- | ----------- | --------------------- | --------------- | ------- | --------------------- |
| 31.     | 23 lutego   | 2016 | Râșnov      | Gundersen HS100/10 km | 28:02,1         | +6:15,4 | Bernhard Flaschberger |
| 38.     | 25 lutego   | 2016 | Râșnov      | Gundersen HS100/5 km  | 11:01,5         | +3:21,1 | Tomáš Portyk          |
| 6.      | 26 lutego   | 2016 | Râșnov      | Sztafeta HS100/4x5 km | 57:31,8         | +5:33,5 | Austria               |
| 10.     | 31 stycznia | 2017 | Park City   | Gundersen HS100/10 km | 25:54,5         | +55,0   | Arttu Mäkiaho         |
| 7.      | 2 lutego    | 2017 | Park City   | Sztafeta HS100/4x5 km | 46:17,4         | +2:10,8 | Austria               |
| 15.     | 4 lutego    | 2017 | Park City   | Gundersen HS100/5 km  | 12:14,9         | +1:44,3 | Vinzenz Geiger        |
| 13.     | 30 stycznia | 2018 | Kandersteg  | Gundersen HS106/10 km | 22:58,3         | +1:29,1 | Ondřej Pažout         |
| 7.      | 1 lutego    | 2018 | Kandersteg  | Sztafeta HS106/4x5 km | 56:33,0         | +3:36,4 | Austria               |
| 18.     | 3 lutego    | 2018 | Kandersteg  | Gundersen HS106/5 km  | 11:28,8         | +1:18,6 | Vid Vrhovnik          |

### Puchar Świata

#### Miejsca w klasyfikacji generalnej
- sezon 2016/2017: niesklasyfikowany
- sezon 2017/2018: niesklasyfikowany
- sezon 2018/2019: nie brał udziału
- sezon 2019/2020: nie brał udziału
- sezon 2020/2021: nie brał udziału
- sezon 2021/2022: niesklasyfikowany
- sezon 2022/2023: 50.
- sezon 2023/2024: 30.
- sezon 2024/2025: 43.

#### Miejsca na podium chronologicznie
Jak dotąd Schumann nie stawał na podium zawodów PŚ.

### Puchar Kontynentalny

#### Miejsca w klasyfikacji generalnej
- sezon 2015/2016: 81.
- sezon 2016/2017: 55.
- sezon 2017/2018: 44.
- sezon 2018/2019: nie brał udziału
- sezon 2019/2020: nie brał udziału
- sezon 2020/2021: 32.
- sezon 2021/2022: 22.

#### Miejsca na podium chronologicznie
| Nr | Data          | Miejscowość      | Konkurencja           | Wynik zwycięzcy | Pozycja | Strata | Zwycięzca   |
| -- | ------------- | ---------------- | --------------------- | --------------- | ------- | ------ | ----------- |
| 1. | 25 marca 2022 | Lake Placid/Orda | Gundersen HS100/10 km | 24:08,4         | 3.      | +8,8   | Jakob Lange |

### Letnie Grand Prix

#### Miejsca w klasyfikacji generalnej
- 2016: niesklasyfikowany
- 2017: nie brał udziału
- 2018: nie brał udziału
- 2019: nie brał udziału
- 2021: nie brał udziału
- 2022: niesklasyfikowany
- 2023: (45.)[6]
- 2024: (45.)[7]

#### Miejsca na podium chronologicznie
Jak dotąd Schumann nie stawał na podium zawodów LGP.